# Pirgula octoguttata
Pirgula octoguttata är en fjärilsart som beskrevs av Günter Theodor Tessmann 1921. Pirgula octoguttata ingår i släktet Pirgula och familjen tofsspinnare. Inga underarter finns listade i Catalogue of Life.